# Ясавэйто
Ясавэйто (также Ясавейто, Ясавэй-То) — озеро в Ямало-Ненецком автономном округе России в центральной части полуострова Ямал. Находится к югу от озера Нгэвак-Ясавэйто, к юго-западу от озёр Юдерцятато и Палнато и к западу от озёр Суюрахато и Пенто. На юге вытекает река Ясавэйяха, впадающая в Байдарацкую губу Карского моря. Впадают многочисленные ручьи и река Верхняя Ясавэйяха.
Площадь озера — 92,7 км². Площадь водосбора — 264 км². Высота уреза воды над уровнем моря — 25 метров. Водоём имеет овальную форму (длина — 11,6 км, максимальная ширина в южной части — 9,3 км). Глубина достигает 79 м, это самое глубокое озеро полуострова Ямал. Прозрачность воды варьируется от 15 до 26 м.
Берега низкие, местами заболоченные, поросшие типичной тундровой растительностью. Обширные отмели в прибрежной части.